# Космос-2242
Космос-2242 је један од преко 2400 совјетских вјештачких сателита лансираних у оквиру програма Космос.
Космос-2242 је лансиран са космодрома Плесецк, Русија, 16. априла 1993. Ракета-носач Циклон-3 је поставила сателит у орбиту око планете Земље. Маса сателита при лансирању је износила 2000 килограма. Космос-2242 је био сателит намијењен за електронско извиђање, јављање и навођење.